# Joyce Aluoch
Joyce Aluoch (Kisumu, 22 oktober 1947) is een Keniaans jurist. Van 1974 tot 2008 was ze rechter aan verschillende rechtbanken in haar geboorteland, waaronder van 1983 tot 2007 aan het Hooggerechtshof. Sinds 2009 dient ze als rechter van het Internationale Strafhof.

## Levensloop
Aluoch studeerde rechten aan de Universiteit van Nairobi en slaagde hier in 1973 voor haar Bachelor of Laws. Daarna volgde een studie van een jaar aan de Kenya School of Law. Enkele decennia later voltooide ze nog een studie in internationale betrekkingen aan de Fletcher School of Law and Diplomacy van de Amerikaanse Tuftsuniversiteit en sloot deze af met een Master of Arts.
Van 1974 tot 1982 was ze in haar land werkzaam als rechter en hield ze zich vooral bezig met zaken in het jeugdstrafrecht, het volwassenenstrafrecht en het familierecht. Sinds 1983 was ze rechter van het Hooggerechtshof in Kenia. Deze functie bekleedde ze tot 2007, waarna ze nog twee jaar werkte voor het gerechtshof voor hoger beroepszaken.
Van 2001 tot 2005 leidde Aluoch de expertcommissie voor de kinderrechten van de Afrikaanse Unie en van 2003 tot 2008 was ze verder lid en vicevoorzitter van de VN-commissie voor de rechten van het kind. In 2009 werd ze gekozen tot rechter van het Internationale Strafhof in Den Haag voor een termijn van negen jaar.